# Campeonato Mundial de Ginástica Artística de 1994 - Resultados masculinos
Os resultados masculinos no Campeonato Mundial de Ginástica Artística de 1994 somaram 24 medalhas nas oito provas disputadas. Pela primeira vez as provas individuais foram disputadas em separado das coletivas, em cidades diferentes.

## Resultados

### Individual geral
Finais
| Pos.              | Ginasta        | País                | Pontos |
| ----------------- | -------------- | ------------------- | ------ |
| Medalha de ouro   | Bielorrússia   | Ivan Ivankov        | 57,012 |
| Medalha de prata  | Rússia         | Alexei Voropaev     | 56,924 |
| Medalha de bronze | Bielorrússia   | Vitaly Scherbo      | 56,350 |
| 4                 | Alemanha       | Valery Belenky      | 56,312 |
| 5                 | Rússia         | Evgeni Shabaev      | 56,275 |
| 6                 | Ucrânia        | Igor Korobchinsky   | 55,812 |
| 7                 | Coreia do Sul  | Lee Joo-Huang       | 55,800 |
| 8                 | Itália         | Juri Chechi         | 55,762 |
| 9                 | Hungria        | Zoltan Supola       | 55,662 |
| 10                | China          | Li Xiaoshuang       | 55,650 |
| 11                | Japão          | Hikaru Tanaka       | 55,575 |
| 12                | Rússia         | Alexei Nemov        | 55,362 |
| 13                | Estados Unidos | Scott Keswick       | 55,275 |
| 13                | Japão          | Yoshiaki Hatakeda   | 55,275 |
| 15                | Bulgária       | Jordan Jovtchev     | 55,212 |
| 16                | Reino Unido    | Neil Thomas         | 55,200 |
| 17                | Estados Unidos | John Roethlisberger | 55,075 |
| 18                | Roménia        | Nicu Stroia         | 55,062 |
| 19                | China          | Huang Huadong       | 55,050 |
| 20                | França         | Eric Poujade        | 55,037 |
| 21                | Alemanha       | Jan-Peter Nikiferow | 54,925 |
| 22                | Alemanha       | Oliver Walther      | 54,887 |
| 23                | Austrália      | Bret Hudson         | 54,812 |
| 24                | Estados Unidos | Chainey Umphrey     | 54,625 |

| Pos.             | País         | Ginasta              | Pts   |
| ---------------- | ------------ | -------------------- | ----- |
| Medalha de ouro  | Bielorrússia | Vitaly Scherbo       | 9,725 |
| Medalha de prata | Reino Unido  | Neil Thomas          | 9,687 |
| Medalha de prata | Grécia       | Ioannis Melissanidis | 9,687 |
| 4                | Ucrânia      | Grigory Misutin      | 9,650 |
| 5                | Ucrânia      | Igor Korobchinsky    | 9,662 |
| 5                | China        | Li Dashuang          | 9,612 |
| 7                | Bulgária     | Ivan Ivanov          | 9,337 |
| 8                | Japão        | Masanori Susuki      | 8,700 |

| Pos.              | País           | Ginasta           | Pts   |
| ----------------- | -------------- | ----------------- | ----- |
| Medalha de ouro   | Roménia        | Marius Urzica     | 9,712 |
| Medalha de prata  | França         | Eric Poujade      | 9,700 |
| Medalha de bronze | Suíça          | Li Donghua        | 9,662 |
| Medalha de bronze | Ucrânia        | Vitaly Marinich   | 9,662 |
| 5                 | China          | Huang Huadong     | 9,650 |
| 6                 | Estados Unidos | Mark Sohn         | 9,625 |
| 7                 | Alemanha       | Valery Belenky    | 9,600 |
| 8                 | Ucrânia        | Igor Korobchinsky | 8,912 |

| Pos.              | País           | Ginasta              | Pts   |
| ----------------- | -------------- | -------------------- | ----- |
| Medalha de ouro   | Itália         | Juri Chechi          | 9,787 |
| Medalha de prata  | Estados Unidos | Paul O'Neill         | 9,725 |
| Medalha de bronze | Alemanha       | Valery Belenky       | 9,700 |
| Medalha de bronze | Roménia        | Dan Burinca          | 9,700 |
| 5                 | Alemanha       | Andreas Wecker       | 9,637 |
| 6                 | Ucrânia        | Rustam Sharipov      | 9,600 |
| 7                 | Hungria        | Szilveszter Csollany | 9,587 |
| 8                 | Bulgária       | Jordan Jovtchev      | 9,400 |

| Pos.              | País          | Ginasta         | Pts   |
| ----------------- | ------------- | --------------- | ----- |
| Medalha de ouro   | Bielorrússia  | Vitaly Scherbo  | 9,674 |
| Medalha de prata  | China         | Li Xiaoshuang   | 9,618 |
| Medalha de bronze | Coreia do Sul | Yeo Hong-Chul   | 9,600 |
| 4                 | Bielorrússia  | Ivan Ivankov    | 9,481 |
| 5                 | Coreia do Sul | You Ok-Youl     | 9,356 |
| 6                 | Japão         | Masanori Susuki | 9,275 |
| 7                 | Turquia       | Canbas Murat    | 9,225 |
| 8                 | Alemanha      | Valery Belenky  | 9,187 |

| Pos.              | País          | Ginasta         | Pts   |
| ----------------- | ------------- | --------------- | ----- |
| Medalha de ouro   | China         | Huang Liping    | 9,775 |
| Medalha de prata  | Ucrânia       | Rustam Sharipov | 9,612 |
| Medalha de bronze | Rússia        | Alexei Nemov    | 9,575 |
| 4                 | Rússia        | Evgeni Shabaev  | 9,550 |
| 4                 | Bielorrússia  | Ivan Ivankov    | 9,550 |
| 6                 | Bielorrússia  | Vitaly Scherbo  | 9,525 |
| 7                 | Coreia do Sul | Jung Jin-Soo    | 9,487 |
| 8                 | Coreia do Sul | Lee Joo-Huang   | 9,450 |

| Pos.              | País           | Ginasta         | Pts   |
| ----------------- | -------------- | --------------- | ----- |
| Medalha de ouro   | Bielorrússia   | Vitaly Scherbo  | 9,687 |
| Medalha de prata  | Hungria        | Zoltan Supola   | 9,537 |
| Medalha de bronze | Bielorrússia   | Ivan Ivankov    | 9,500 |
| 4                 | Estados Unidos | Chainey Umphrey | 9,487 |
| 5                 | Hungria        | Csaba Fajkusz   | 9,450 |
| 6                 | Eslovênia      | Aljaz Pegan     | 9,275 |
| 7                 | Itália         | Boris Preti     | 9,225 |
| 8                 | Finlândia      | Jari Monkkonen  | 8,950 |